# Galan
Galan é uma comuna francesa na região administrativa de Occitânia, no departamento dos Altos Pirenéus. Estende-se por uma área de 14,05 km². Em 2010 a comuna tinha 717 habitantes (densidade: 51 hab./km²).